# Dendrolagus matschiei
Dendrolagus matschiei é uma espécie de marsupial da família Macropodidae. Endêmica de Papua-Nova Guiné.